# Désignation de Bayer
Pour les articles homonymes, voir Bayer.

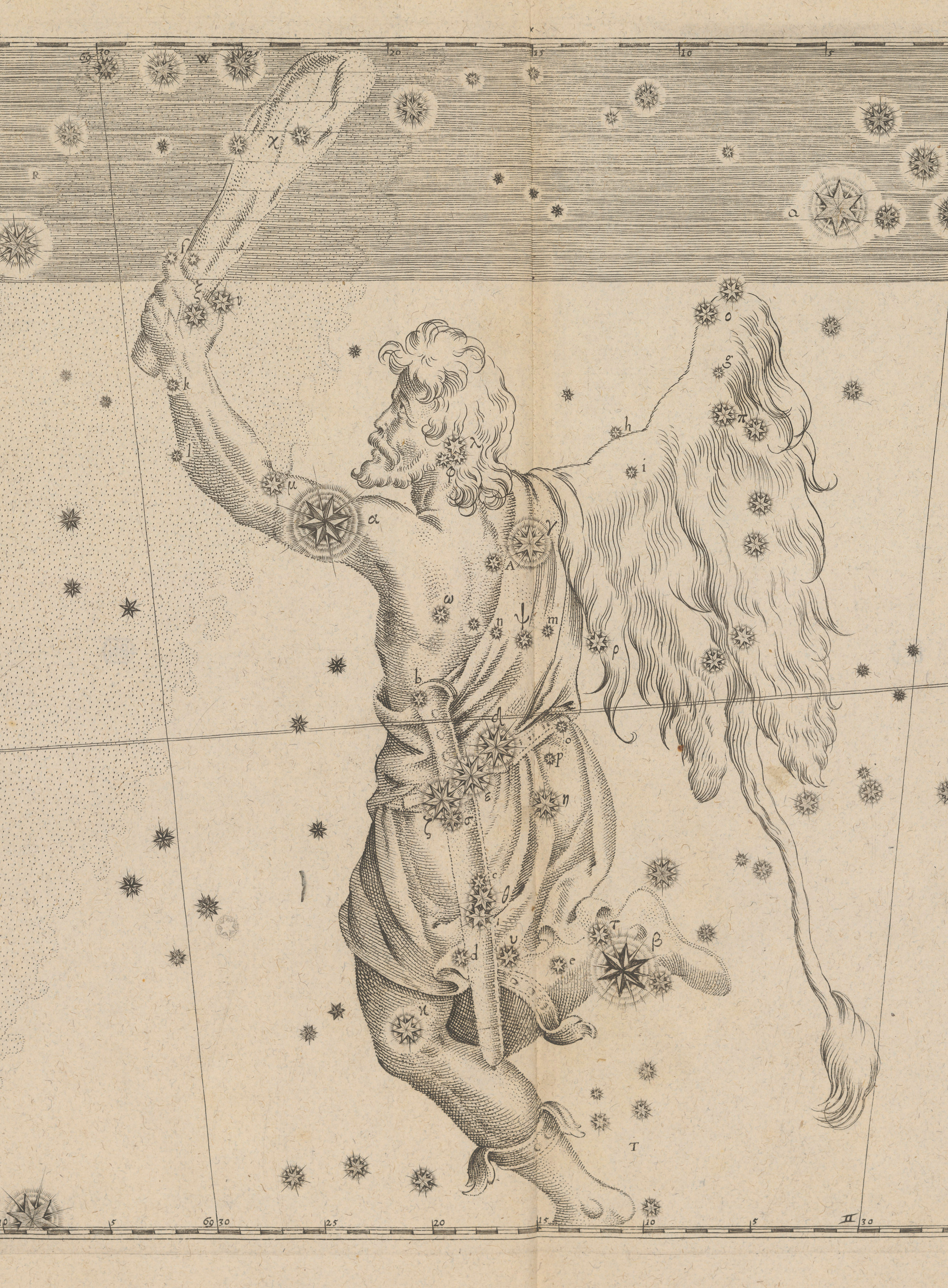
Gravure tirée de lUranometria de Johann Bayer et montrant la constellation d'Orion. Les étoiles sont désignées par une lettre grecque.

La désignation de Bayer est, en astronomie, une désignation stellaire.
Ces désignations ont été introduites par l'astronome Johann Bayer (1572-1625) dans son Uranometria, le premier atlas céleste couvrant toute la sphère céleste, paru à Augsbourg en 1603. Elles consistent le plus souvent en une lettre grecque suivie par le génitif du nom de la constellation où l'étoile se trouve.

## Principes
Une désignation de Bayer est formée de deux parties :
- une lettre, généralement une lettre grecque minuscule, mais également une lettre latine minuscule ou majuscule ;
- le génitif du nom latin de la constellation dans laquelle l'étoile est située.

Ainsi, α Tauri (prononcé « Alpha Tauri ») est la désignation de Bayer de l'étoile Aldébaran. Il est également possible d'utiliser l'abréviation à 3 lettres de la constellation ; Aldébaran est ainsi désignée par α Tau.
Les étoiles d’une constellation sont nommées séquentiellement, en principe par luminosité décroissante. Les étoiles les plus brillantes reçoivent des lettres grecques minuscules. Mais l’alphabet grec n'a que vingt-quatre lettres. Lorsqu’une constellation possède plus de vingt-quatre étoiles, Bayer recourt aux lettres de l’alphabet latin en débutant par le A majuscule — pour la 25e étoile — suivi par le b minuscule — pour la 26e — jusqu’au z minuscule — pour la 48e — s'il y a lieu car, s’il n'emploie jamais les j et v minuscules, il utilise le q minuscule. Ainsi, par exemple, s Carinae et d Centauri sont deux désignations de Bayer. Bayer ne dépasse pas le z minuscule — auquel il ne recourt qu’une fois, pour désigner z Herculis (pt) — mais lorsque la désignation de Bayer sera ultérieurement étendue à d’autres étoiles, des lettres latines majuscules seront utilisées jusqu’au Q. Ainsi, par exemple, G Scorpii et N Velorum sont aussi des désignations de Bayer. Les étoiles employant les lettres latines majuscules suivant la lettre Q suivent la désignation des étoiles variables, comme R Leporis ou W Ursae Majoris.
Pour la majeure partie, Bayer attribue des lettres grecques et latines aux étoiles dans l'ordre grossier de leur luminosité apparente, de la plus brillante à la plus faible. À son époque, il n'existe aucun moyen précis de mesurer la magnitude apparente d'une étoile. Traditionnellement, les étoiles se voient attribuer l'une des six classes de magnitude suivant l'échelle des magnitudes popularisée par Ptolémée ; en général, les listes de Bayer répertorient donc tout d'abord toutes les étoiles de première magnitude, suivies de celles de deuxième magnitude et ainsi de suite. À l'intérieur d'une classe de magnitude, Bayer ne tente aucun tri en fonction de la luminosité relative des étoiles. Il les désigne suivant plusieurs méthodes, selon leur position dans la constellation, selon l'ordre dans lequel elles se lèvent, ou encore d'après des détails historiques et mythologiques. Parfois l'ordre apparaît assez arbitraire.

## Particularités

### Alpha
Dans 55 des cas, la désignation alpha correspond à l'étoile la plus brillante de la constellation. Ce n'est pas le cas dans les 29 constellations suivantes : Autel, Balance, Baleine, Cancer, Capricorne, Cassiopée, Chevelure de Bérénice, Corbeau, Coupe, Couronne australe, Croix du Sud, Dauphin, Dragon, Flèche, Gémeaux, Girafe, Grande Ourse, Hercule, Hydre mâle, Licorne, Microscope, Octant, Orion, Pégase, Poisson volant, Poissons, Sagittaire, Triangle et Verseau.
Quatre constellations n'ont aucune étoile désignée par alpha. L'alpha du Petit Lion, constellation en 1687 par Johannes Hevelius, semble avoir été oublié par l'astronome Francis Baily au XIXe siècle lorsqu'il en désigne les étoiles ; l'étoile la plus brillante de la constellation est désignée par 46 Leonis Minoris. Lorsque Nicolas-Louis de Lacaille divise en trois le Navire Argo en 1750, Canopus est attribuée à la Carène, laissant la Poupe et les Voiles sans alpha. Enfin, lors de la définition précise des limites des constellations en 1930, l'alpha de la Règle se trouve être dans le Scorpion et est renommé en conséquence N Scorpii.

### Arrangements
À l'intérieur d'une même classe de magnitude, Bayer utilise différentes méthodes pour arranger les étoiles. Il les classe ainsi suivant l'ordre dans lequel elles se lèvent, suivant leur situation à l'intérieur d'une constellation (par exemple, ses zones nord, sud, est et ouest), suivant des informations historiques ou mythologiques particulières, voire suivant un ordre arbitraire.
Par exemple dans les Gémeaux, Bayer ordonne les trois étoiles les plus brillantes de la constellation selon leur déclinaison décroissante. Bien que Pollux soit plus brillante que Castor, cette dernière reçoit l'alpha car c'est celle qui est située le plus au nord. Alhéna, la plus australe des trois, reçoit suivant cette logique la désignation gamma.
Bien que l'étoile la plus brillante du Dragon soit Eltanin (Gamma Draconis), Thuban reçoit l'alpha car elle a été une étoile polaire il y a 4 000 ans. Presque toutes les étoiles ayant été une étoile polaire se voient attribuer une désignation alpha par Bayer, dont Véga, Alderamin et Alpha Ursae Minoris, cette dernière n'étant autre que l'étoile polaire actuelle[réf. nécessaire].
Pour les étoiles de la Balance et du Sagittaire, Bayer attribue les désignations au hasard[réf. nécessaire].

### Étoiles multiples
Bayer attribue une seule lettre aux groupes d'étoiles. Pour distinguer les étoiles individuelles, l'usage de chiffres suscrits s'est développé par la suite. Dans la plupart des cas, il s'agit d'étoiles doubles (surtout des doubles optiques plutôt qu'étoiles binaires), mais il y a quelques exceptions telle la chaîne d'étoiles π1, π2, π3, π4, π5 et π6 Orionis.

## Exemple

Carte de la constellation d'Orion.

La constellation d'Orion est un bon exemple de la méthode de désignation de Bayer. Celui-ci désigne 38 étoiles comme appartenant à cette constellation : deux de première magnitude, trois de deuxième, quatre de troisième, dix de quatrième, neuf de cinquième et dix de sixième. Les étoiles de première, deuxième et troisième magnitude sont regroupées dans le tableau suivant :
| Désignation | Magnitude apparente | Magnitude (Bayer) | Déclinaison    |
| ----------- | ------------------- | ----------------- | -------------- |
| α Ori       | 0,45                | 1re               | +07° 24′ 25.3″ |
| β Ori       | 0,18                | 1re               | −08° 12′ 05.″  |
| γ Ori       | 1,64                | 2e                | +06° 20′ 59.0″ |
| δ Ori       | 2,23                | 2e                | −00° 17′ 56.7″ |
| ε Ori       | 1,69                | 2e                | −01° 12′ 06.9″ |
| ζ Ori       | 1,70                | 2e                | -01° 56′ 33.3″ |
| η Ori       | 3,35                | 3e                | −02° 23′ 49.7″ |
| θ Ori       | 4,00                | 3e                | −05° 27′       |
| ι Ori       | 2,75                | 3e                | −05° 54′ 35.6″ |
| κ Ori       | 2,07                | 3e                | −09° 40′ 10.6″ |

Bayer débute la constellation par les deux étoiles de première magnitude, Bételgeuse et Rigel, désignées alpha et bêta. Bételgeuse (« l'épaule d'Orion ») est désignée avant Rigel (« le pied »), bien que celle-ci soit généralement la plus brillante des deux (Bételgeuse, une étoile variable, peut, à son maximum, être plus brillante que Rigel). Il répète la procédure pour les étoiles de deuxième magnitude, puis de troisième, suivant à chaque fois un chemin du nord vers le sud (c'est-à-dire de déclinaison décroissante). Par ailleurs, Theta Orionis correspond à plusieurs objets, dont l'amas du Trapèze.

## Historique

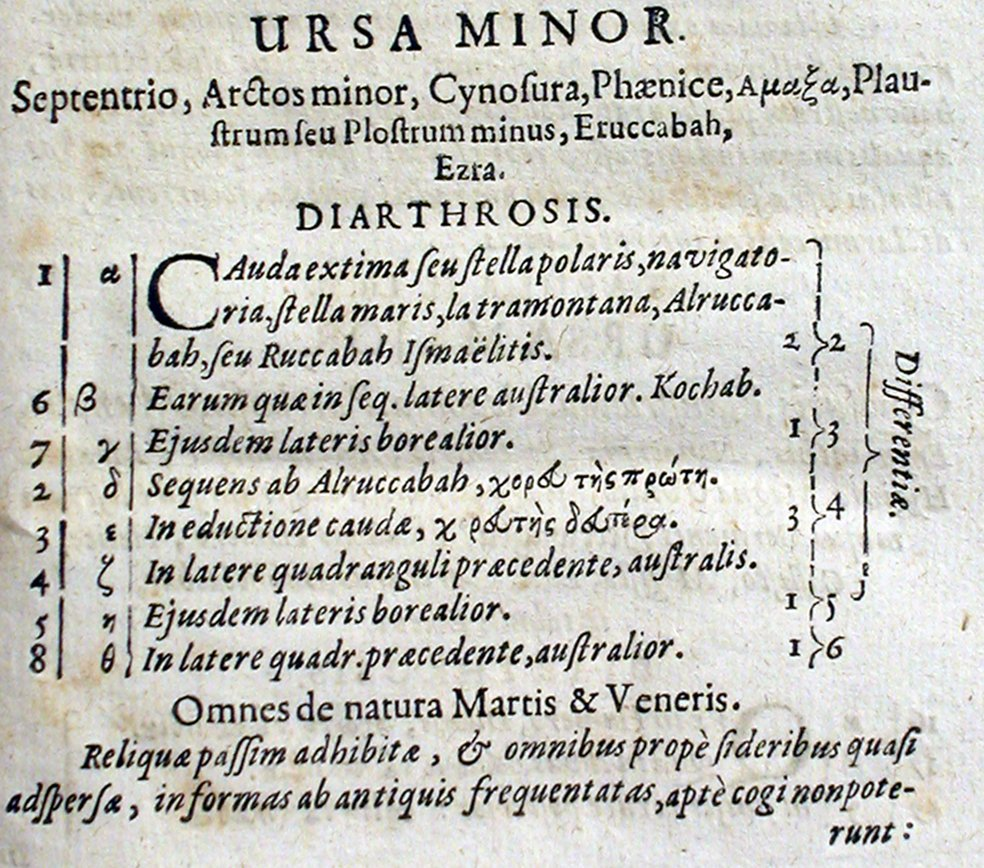
Détail de la nomenclature de la constellation de la Petite Ourse dans lUranometria de Johann Bayer.

L'astronome allemand Johann Bayer publie l'atlas de constellations Uranometria en 1603. Premier catalogue d'étoiles à couvrir l'intégralité de la sphère céleste, l'Uranometria contient une carte de chacune des 48 constellations de Ptolémée, accompagnée d'une table référençant ses étoiles. Il s'agit de la première désignation stellaire systématique à être publiée. En tout, Bayer liste un peu plus d'un millier d'objets. L'ouvrage de Bayer possède une carte pour 12 nouvelles constellations australes, mais leurs étoiles ne bénéficient d'aucune désignation.
Les étoiles des constellations australes reçoivent des désignations par la suite ; le système initié par Bayer est généralement conservé. Au cours du temps apparaissent d'autres désignations basées sur des chiffres et la position plutôt que la luminosité des étoiles, comme la désignation de Flamsteed (XVIIIe siècle. Dans le cas où une étoile possède les deux désignations, de Bayer et de Flamsteed, celle de Bayer est généralement utilisée. Les étoiles moins brillantes peuvent posséder divers noms de catalogue datant des XIXe et XXe siècles.

### L’Uranometria
Les tables de l’Uranometria comportent 1 164 entrées.
En suivant l’ordre des tables, le premier objet désigné par Bayer est Alpha Ursae Minoris (α UMi) dans la constellation de la Petite Ourse et le dernier est Mu Piscis Notii, aujourd’hui connu comme Mu Piscis Austrini (en) (μ PsA), dans la constellation du Poisson austral.
Les objets sont répartis comme suit entre les constellations : la Petite Ourse (8 objets), la Grande Ourse (32), le Dragon (33), Céphée (17), le Bouvier (34), la Couronne boréale (20), Hercule (48), la Lyre (13), le Cygne (31), Cassiopée (25), Persée (38), le Cocher (23), le Serpentaire (30), le Serpent (29), la Flèche (8), l’Aigle (32), le Dauphin (10), le Petit Cheval (4), Pégase (23), Andromède (27), le Triangle (5), le Bélier (19), le Taureau (44), les Gémeaux (31), le Cancer (28), le Lion (39), la Vierge (40), la Balance (15), le Scorpion (27), le Sagittaire (32), le Capricorne (27), le Verseau (33), les Poissons (35), la Baleine (23), Orion (39), l’Éridan (28), le Lièvre (13), le Grand Chien (15), le Petit Chien (7), le Navire Argo (42), le Centaure (40), la Coupe (11), le Corbeau (7), l’Hydre (27), le Loup (20), l’Autel (8), la Couronne australe (13) et le Poisson austral (12).

#### Cinq objets ayant une double désignation
Bayer désigne cinq objets par deux désignations distinctes.
La double désignation de trois d’entre eux — Alpha Andromedae (α And), Beta Tauri (β Tau) et Nu Bootis (ν Boo) — est volontaire car, jusqu’en 1930, ils étaient considérés, à la suite de l’Almageste de Ptolémée, comme appartenant à deux constellations limitrophes. Ainsi Bayer assigne-t-il à Alpha Andromedae la désignation alternative de Delta Pegasi (δ Peg), en tant que membre du Grand carré de Pégase ; à Beta Tauri, celle de Gamma Auriga (γ Aur), ; et à Nu Bootis, celle de Psi Herculis (ψ Her).
Deux autres objets — Xi Arietis (ξ Ari) et Kappa Ceti (κ Cet) — reçoivent de Bayer une seconde désignation — respectivement Psi Ceti (ψ Cet) et g Tauri (g Tau) — mais il ne s’agirait que d’erreurs commises par l’astronome, comme cela a été mis en évidence, en 2003, par l’historien américain Morton Wagman dans son Lost Stars.

#### Deux objets à l’identité discutée
D’après Stephen J. O’Meara et Daniel W. E. Green, alors que, depuis les années 1840, Xi Persei et h Persei sont identifiés respectivement à NGC 884 et NGC 869, Bayer aurait désigné Xi Persei le double amas de Persée — dont NCG 884 et NGC 869 sont les composantes —, h Persei correspondant à une étoile proche du double amas.

### Application aux autres constellations
L’Uranometria comporte une carte pour douze nouvelles constellations australes — le Caméléon, la Dorade, la Grue, l’Hydre mâle, l’Indien, la Mouche, l’Oiseau de paradis, le Paon, le Phénix, le Poisson volant, le Toucan et le Triangle austral — mais Bayer n’assigne à leurs étoiles aucune désignation.
La désignation de Bayer est étendue aux constellations australes par l’astronome français Nicolas-Louis de Lacaille (1713-1762) dans son Coelum australe stelliferum paru en 1763. Elle est étendue aux constellations boréales introduites postérieurement à Bayer par l’astronome britannique Francis Baily (1774-1844) dans son Catalogue of Stars of the British Association for the Advancement of Science paru en 1845.

### Incidences de la partition du Navire Argo
En 1756, Lacaille divise la constellation du Navire Argo en trois constellations : la Carène, la Poupe et les Voiles.
Neuf étoiles — Alpha, Beta, Epsilon, Eta, Theta, Iota, Upsilon, Chi et Omega — vont à la Carène, huit autres — Zeta, Nu, Xi, Omicron, Pi, Rho, Sigma et Tau — à la Poupe et sept autres — Gamma, Delta, Kappa, Lambda, Mu, Psi et Phi — aux Voiles.

### Incidences de la délimitation des constellations en 1930
En 1930, l'Union astronomique internationale officialise les limites des quatre-vingt-huit constellations actuelles.
Les désignations de Bayer en double sont supprimées : δ Peg, γ Aur et ψ Her disparaissent au profit d'α And, β Tau et ν Boo.
Cette délimitation précise des constellations conduit également à changer la désignation de Bayer de plusieurs étoiles. Deux étoiles de la constellation de la Règle, Alpha Normae (α Nor) et Beta Normae (β Nor), sont rattachées à celle du Scorpion et deviennent respectivement N Scorpii (N Sco) et H Scorpii (H Sco). Trois étoiles du Télescope sont rattachées à une autre constellation : Beta Telescopii (β Tel) à celle du Sagittaire et devient Eta Sagittarii (η Sgr) ; Gamma Telescopii (γ Tel) à celle du Scorpion et devient G Scorpii (G Sco) ; et Theta Telescopii (θ Tel) à celle de l'Ophiuchus et devient d Ophiuchi (d Oph). Une étoile de la constellation du Scorpion, Gamma Scorpii (γ Sco), est rattachée à celle de la Balance et devient Sigma Librae (σ Lib).

### Incidences du mouvement propre des étoiles
Certains étoiles conservent leur désignation de Bayer bien qu’en raison de leur mouvement propre, elles aient changé de constellation.
C’est notamment le cas de Rho Aquilae (ρ Aql) qui doit sa désignation de Bayer à la constellation de l’Aigle mais qui est située, depuis 1992, dans celle du Dauphin.
C’est peut-être aussi celui de Psi10 Aurigae (ψ10 Aur), qui est dans le Lynx plutôt que dans le Cocher.

### Extension aux exoplanètes
Dans la mesure où le nom "catalogue" des exoplanètes est celui du système stellaire dans lequel elles se trouvent suivi d'une lettre minuscule, la désignation de Bayer appliquée aux étoiles de ces systèmes s'applique par extension aussi bien aux planètes de ces étoiles ainsi qu'aux satellites de ces dernières (bien qu'aucun de ces satellites ne soit formellement identifié à la date du 19 janvier 2015). Formellement, dans un tel système avec des planètes, l'étoile elle-même est suivi de la minuscule "a" en tant que premier membre du système, même si elle est souvent désignée du nom global du système en l'absence d'ambiguïté.
Par exemple, dans le système Alpha Arietis situé dans la constellation du Bélier, on trouve ainsi la planète Alpha Arietis b en orbite autour de l'étoile Alpha Arietis a.
Un autre exemple est Gamma1 Leonis b, en orbite autour de Gamma1 Leonis a avec laquelle elle forme le système Gamma1 Leonis, composante principale de Gamma Leonis, dans la constellation du Lion.